# Rösten från andra sidan

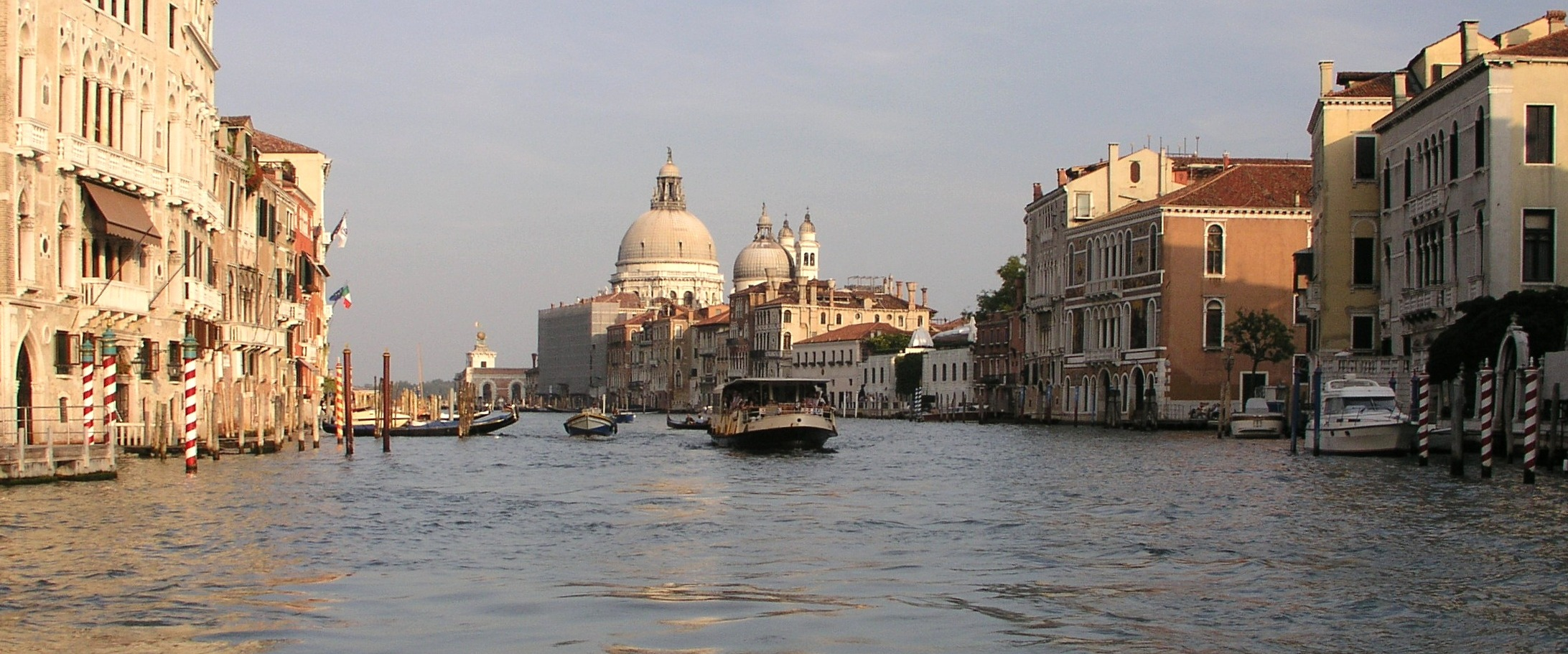
Filmen spelades huvudsakligen in i den norditalienska staden Venedig.

Rösten från andra sidan (engelska: Don't Look Now, italienska: A Venezia un dicembre rosso shocking) är en brittisk-italiensk psykologisk skräckfilm från 1973 regisserad av Nicolas Roeg och med Donald Sutherland och Julie Christie i huvudrollerna. Filmen hade premiär i Sverige på juldagen 1973.
Filmen är baserad på en novell med samma namn (Don't Look Now) från 1971 av Daphne du Maurier.

## Handling
Det engelska paret John och Laura Baxter har förlorat sin dotter Christine i en drunkningsolycka. Under en vistelse i Venedig, där John har fått i uppdrag att restaurera en kyrka, inträffar en rad oförklarliga händelser kring två äldre engelska systrar, Heather och Wendy. Heather, som är blind, säger sig vara synsk och i kontakt med parets döda dotter.

## Produktion
Filmen innehåller bland annat en för den tiden (1970-talet) vågad sexscen, mellan huvudrollsinnehavarna Donald Sutherland och Julie Christie.

## Rollista (i urval)
| Donald Sutherland | – John Baxter        |
| Julie Christie    | – Laura Baxter       |
| Hilary Mason      | – Heather            |
| Clelia Matania    | – Wendy              |
| Massimo Serato    | – biskop Barbarrigo  |
| Renato Scarpa     | – kommissarie Longhi |
| Leopoldo Trieste  | – hotellföreståndare |
| Davis Tree        | – Anthony Babbage    |
| Ann Rye           | – Mandy Babbage      |
| Nicholas Salter   | – Johnny Baxter      |
| Sharon Williams   | – Christine Baxter   |
| Adelina Poerio    | – dvärg              |